# ریئو

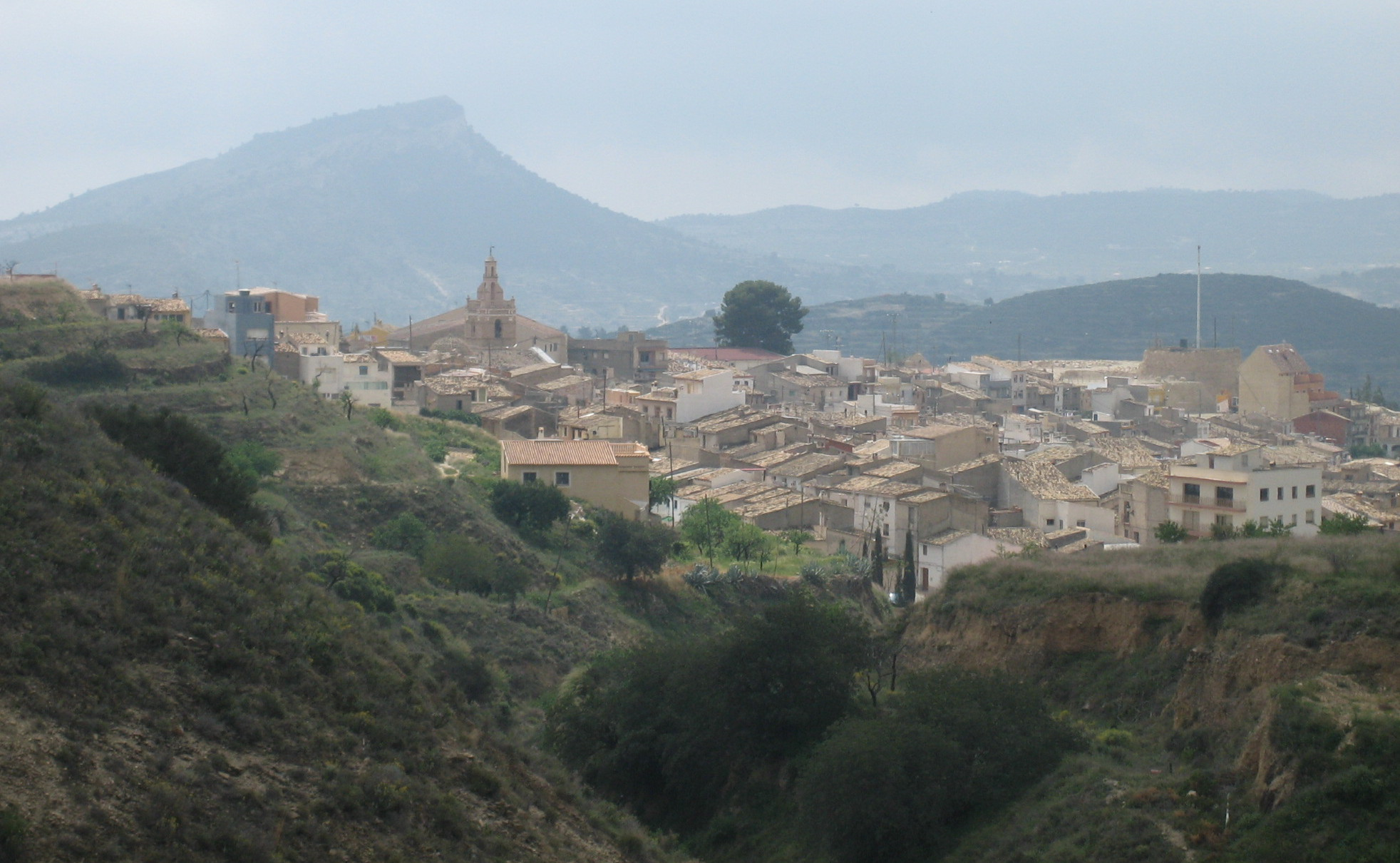
نمایی از ریئو، دهستانی در استان آلیکانتهٔ اسپانیا - ۲۰۰۶

ریئو دهستانی در استان آلیکانتهٔ اسپانیا است.
در این دهستان ۱٬۰۴۶ نفر زندگی می‌کنند. مساحت این دهستان ۷۷٫۰۵  کیلومتر مربع است.